# 小行星凌
小行星凌發生於一顆小行星直接經過觀測者和另一顆天體的中間，使得該天體的盤面有一小部分被遮蔽。從地球上觀測者的角度，小行星凌太陽或月球的事件非常罕見，這是因為在太陽和月球之間的小行星不僅少還非常小。外側行星比較常見凌日的現象。
凌和掩星是有所不同的，掩星是小行星完全遮蔽了萊自另一顆天體的光線。 

## 小行星
絕大多數小行星的軌道在木星和火星之間的小行星帶。由於這個緣故，從地球的角度看小行星凌日是非常罕見的，但是從木星的角度看就不會不尋常了。僅管如此，許多有高傾角的小行星而言，仍然不容易被觀察到凌日的現象。在預測中從木星能看到的小行星凌日，最近的是2044年1月4日的灶神星凌日 (木星)，它的視直徑是0.24"。
從地球的角度，唯一能凌日的類型是軌道介於這兩個天體之間的小行星，這包括阿登型小行星 (包括阿波希利型小行星)、假設的祝融型小行星和一些阿波羅型小行星 (或許還有環繞地球的準衛星)。不幸的是，這些小行星多數的直徑都只有幾公里，所以它們的角直徑在觀測上比太陽小了許多，使得觀測非常困難。
一個例子是直徑只有2.5公里的小行星(3838) Epona在1990年5月16日凌日。在距離地球0.53天文單位的距離上，它的角直徑只有7微角秒，暨小且遠而難以看見。同樣的，小行星1990 TG1在2005年4月14日凌日，角直徑大約只有0.05"；在2007年9月24日凌日的小行星(2101) 安東尼還更小，角直徑更小只有0.005"。
理論上，非常靠近的近地小行星凌日是可能觀測到的。然而，迄今仍未觀測到這樣的小行星稜日。

## 彗星
彗星也可能凌日；例如，哈雷彗星就曾在1910年5月19日凌日。
另一個例子是C/1819 N1，1819年大彗星，但直到此一事件發生之後，經由軌道計算才知道它曾經凌日。因此雖然有些觀測者是後宣稱在它凌日的時候觀察到此一事件，但這些觀測都令人懷疑。

## 凌月
理論上，橫越地球軌道的小行星也可能凌月。然而，此類事件將是非常罕見的，因為只有幾顆小行星被登錄，像是2004 FH，曾經比月球更靠近地球。這類事件是可以觀測到的，一顆直徑25米的小行星，在380,000公里的距離上，角直徑是0.01”，但是迄今仍未出現過如此的事件，雖然曾經有過一些此種事件的報告，往往被歸類為不明飛行物事件。

## 相觀條目
- 凌 (天體)
- 水星凌日
- 金星凌日

## 外部連結
- JPL Horizons （页面存档备份，存于） (useful for calculating positions of solar system objects)